# Toram
Le toram (également connu sous les noms de torom et torum) est une langue afro-asiatique parlée dans le centre du Tchad. Elle fait partie du sous-groupe des langues tchadiques orientales. Ses locuteurs semblent se tourner vers l'arabe tchadien.